# Paul Tang
Paul Johannes George Tang (ur. 23 kwietnia 1967 w Haarlemie) – holenderski ekonomista i polityk, były deputowany krajowy, poseł do Parlamentu Europejskiego VIII i IX kadencji.

## Życiorys
W 1991 ukończył studia ekonomiczne na Uniwersytecie w Amsterdamie. Pracował jako nauczyciel akademicki Uniwersytecie w Tilburgu i na macierzystej uczelni. Od 1995 do 2005 pracował w biurze analiz polityki gospodarczej (Centraal Planbureau), centralnej instytucji rządowej. Następnie zatrudniony w resorcie gospodarki na stanowisku zastępcy dyrektora departamentu.
Zaangażował się w działalność polityczną w ramach Partii Pracy, do której wstąpił w 1987. W latach 2007–2010 sprawował mandat posła do Tweede Kamer, niższej izby Stanów Generalnych. Nie ubiegał się o reelekcję, po odejściu z parlamentu zajął się działalnością doradczą. W 2013 powołany na lijsttrekkera laburzystów (osobę z numerem 1. na liście wyborczej) w wyborach europejskich w 2014, w których uzyskał mandat eurodeputowanego. W 2019 z powodzeniem ubiegał się o reelekcję.